# ويليام جيبسون (سياسي)
ويليام جيبسون (بالإنجليزية: William Gibson)‏ هو سياسي أسترالي، ولد في 19 مايو 1869 في أستراليا، وتوفي في 22 مايو 1955 بليزمور في أستراليا. حزبياً، نشط في الحزب الوطني الأسترالي. وقد انتخب عضو مجلس النواب الأسترالي عن دائرة كورانجاميت ‏ (19 ديسمبر 1931 – 7 أغسطس 1934) وانتخب عضو مجلس النواب الأسترالي عن دائرة كورانجاميت ‏ (14 ديسمبر 1918 – 12 أكتوبر 1929) وانتخب عضو مجلس الشيوخ الأسترالي ‏ عن دائرة فيكتوريا (1 يوليو 1935 – 30 يونيو 1947).